# Cerotrus
Cerotrus is een geslacht van kevers uit de familie bladkevers (Chrysomelidae).
De wetenschappelijke naam van het geslacht werd in 1884 gepubliceerd door Martin Jacoby.

## Soorten
- Cerotrus celonicus Gruev, 1985